# Masters Europeo
El Masters Europeo (hasta 1981: Abierto de Suiza; desde 1982: Abierto de Suiza Masters Europeo, Ebel Swiss Open, luego Ebel European Masters Swiss Open, desde 1991: Canon European Masters Swiss Open, de 1992 a 2000: Canon European Masters, y desde 2001: Omega European Masters) es un torneo masculino de golf que se disputa en Suiza desde el año 1923. Pertenece a la European Tour y desde 2009 también a la Asian Tour, convirtiéndose en el único torneo europeo de esa gira. Actualmente tiene lugar en septiembre con una bolsa de premios de 2 millones de euros. La cancha usada desde 1939 es el Club de Golf Crans-sur-Sierre, en Crans-Montana.

## Ganadores
| Año       | Golfista                            | País                                | Golpes                              | Margen                              | Subcampeón(es)                                                  |                                     |
| --------- | ----------------------------------- | ----------------------------------- | ----------------------------------- | ----------------------------------- | --------------------------------------------------------------- | ----------------------------------- |
| 2024      | Matt Wallace                        | Inglaterra                          | 269 (-11)                           | Playoff                             | Alfredo García-Heredia                                          |                                     |
| 2023      | Ludvig Åberg                        | Suecia                              | 261 (-19)                           | 2 golpes                            | Alexander Björk                                                 |                                     |
| 2022      | Thriston Lawrence                   | Sudáfrica                           | 262 (-18)                           | Playoff                             | Matt Wallace                                                    |                                     |
| 2021      | Rasmus Højgaard                     | Dinamarca                           | 267 (-13)                           | 1 golpe                             | Bernd Wiesberger                                                |                                     |
| 2020      | Cancelada por la pandemia COVID-19. | Cancelada por la pandemia COVID-19. | Cancelada por la pandemia COVID-19. | Cancelada por la pandemia COVID-19. | Cancelada por la pandemia COVID-19.                             | Cancelada por la pandemia COVID-19. |
| 2019      | Sebastian Söderberg                 | Suecia                              | 266 (-14)                           | Playoff                             | Lorenzo Gagli Rory McIlroy Andrés Romero Kalle Samooja          |                                     |
| 2018      | Matthew Fitzpatrick (2)             | Inglaterra                          | 263 (-17)                           | Playoff                             | Lucas Bjerregaard                                               |                                     |
| 2017      | Matthew Fitzpatrick                 | Inglaterra                          | 266 (-14)                           | Playoff                             | Scott Hend                                                      |                                     |
| 2016      | Alex Norén (2)                      | Suecia                              | 263 (-17)                           | Playoff                             | Scott Hend                                                      |                                     |
| 2015      | Danny Willett                       | Inglaterra                          | 263 (-17)                           | 1 golpe                             | Matthew Fitzpatrick                                             |                                     |
| 2014      | David Lipsky                        | Estados Unidos                      | 262 (-18)                           | Playoff (1º hoyo)                   | Graeme Storm                                                    |                                     |
| 2013      | Thomas Bjørn (2)                    | Dinamarca                           | 264 (-10)                           | Playoff (1º hoyo)                   | Craig Lee                                                       |                                     |
| 2012      | Richie Ramsay                       | Escocia                             | 267 (-16)                           | 4 golpes                            | Fredrik Andersson Hed Marcus Fraser Romain Wattel Danny Willett |                                     |
| 2011      | Thomas Bjørn                        | Dinamarca                           | 264 (-20)                           | 4 golpes                            | Martin Kaymer                                                   |                                     |
| 2010      | Miguel Ángel Jiménez                | España                              | 263 (-21)                           | 3 golpes                            | Edoardo Molinari                                                |                                     |
| 2009      | Alexander Norén                     | Suecia                              | 264 (-20)                           | 2 golpes                            | Bradley Dredge                                                  |                                     |
| 2008      | Jean-François Lucquin               | Francia                             | 271 (-13)                           | Playoff (2º hoyo)                   | Rory McIlroy                                                    |                                     |
| 2007      | Brett Rumford                       | Australia                           | 268 (-16)                           | Playoff (1º hoyo)                   | Phillip Archer                                                  |                                     |
| 2006      | Bradley Dredge                      | Gales                               | 267 (-17)                           | 8 golpes                            | Marcel Siem Francesco Molinari                                  |                                     |
| 2005      | Sergio García                       | España                              | 270 (-14)                           | 1 golpe                             | Peter Gustafsson                                                |                                     |
| 2004      | Luke Donald                         | Inglaterra                          | 265 (-19)                           | 5 golpes                            | Miguel Ángel Jiménez                                            |                                     |
| 2003      | Ernie Els                           | Sudáfrica                           | 267 (-17)                           | 6 golpes                            | Michael Campbell                                                |                                     |
| 2002      | Robert Karlsson                     | Suecia                              | 270 (-14)                           | 4 golpes                            | Trevor Immelman Paul Lawrie                                     |                                     |
| 2001      | Ricardo González                    | Argentina                           | 268 (-16)                           | 3 golpes                            | Søren Hansen                                                    |                                     |
| 2000      | Eduardo Romero (2)                  | Argentina                           | 261 (-23)                           | 10 golpes                           | Thomas Bjørn                                                    |                                     |
| 1999      | Lee Westwood                        | Inglaterra                          | 270 (-14)                           | 2 golpes                            | Thomas Bjørn                                                    |                                     |
| 1998      | Sven Strüver                        | Alemania                            | 263 (-21)                           | Playoff (1º hoyo)                   | Patrik Sjoland                                                  |                                     |
| 1997      | Costantino Rocca                    | Italia                              | 266 (-18)                           | 1 golpe                             | Scott Henderson Robert Karlsson                                 |                                     |
| 1996      | Colin Montgomerie                   | Escocia                             | 260 (-24)                           | 4 golpes                            | Sam Torrance                                                    |                                     |
| 1995      | Mathias Grönberg                    | Suecia                              | 270 (-18)                           | 2 golpes                            | Costantino Rocca Barry Lane                                     |                                     |
| 1994      | Eduardo Romero                      | Argentina                           | 266 (-22)                           | 1 golpe                             | Pierre Fulke                                                    |                                     |
| 1993      | Barry Lane                          | Inglaterra                          | 270 (-18)                           | 1 golpe                             | Seve Ballesteros Miguel Ángel Jiménez                           |                                     |
| 1992      | Jamie Spence                        | Inglaterra                          | 271 (-17)                           | Playoff                             | Anders Forsbrand                                                |                                     |
| 1991      | Jeff Hawkes                         | Bandera de Sudáfrica                | 268 (-20)                           | 1 golpe                             | Seve Ballesteros                                                |                                     |
| 1990      | Ronan Rafferty                      | Irlanda del Norte                   | 267 (-21)                           | 2 golpes                            | John Bland                                                      |                                     |
| 1989      | Seve Ballesteros (3)                | España                              | 266 (-14)                           | 2 golpes                            | Craig Parry                                                     |                                     |
| 1988      | Chris Moody                         | Inglaterra                          | 268 (-20)                           | 1 golpe                             | Seve Ballesteros Anders Forsbrand Ian Woosnam                   |                                     |
| 1987      | Anders Forsbrand                    | Suecia                              | 263 (-25)                           | 3 golpes                            | Mark Mouland                                                    |                                     |
| 1986      | José María Olazábal                 | España                              | 262 (-26)                           | 3 golpes                            | Anders Forsbrand                                                |                                     |
| 1985      | Craig Stadler                       | Estados Unidos                      | 267 (-21)                           | 2 golpes                            | David Feherty Ove Sellberg                                      |                                     |
| 1984      | Jerry Anderson                      | Canadá                              | 261 (-27)                           | 5 golpes                            | Howard Clark                                                    |                                     |
| 1983      | Nick Faldo                          | Inglaterra                          | 268 (-20)                           | Playoff                             | Sandy Lyle                                                      |                                     |
| 1982      | Ian Woosnam                         | Gales                               | 272 (-16)                           | Playoff                             | Bill Longmuir                                                   |                                     |
| 1981      | Manuel Piñero (2)                   | España                              | 277 (-11)                           | Playoff                             | Antonio Garrido Tony Johnstone                                  |                                     |
| 1980      | Nick Price                          | Zimbabue                            | 267 (-21)                           | 6 golpes                            | Manuel Calero                                                   |                                     |
| 1979      | Hugh Baiocchi (2)                   | Bandera de Sudáfrica                | 275 (-5)                            | 5 golpes                            | Antonio Garrido Dale Hayes Delio Lovato                         |                                     |
| 1978      | Seve Ballesteros (2)                | España                              | 272 (-8)                            | 3 golpes                            | Manuel Piñero                                                   |                                     |
| 1977      | Seve Ballesteros                    | España                              | 273 (-7)                            | 3 golpes                            | John Schroeder                                                  |                                     |
| 1976      | Manuel Piñero                       | España                              | 274 (-6)                            | 3 golpes                            | Dave Hill Seve Ballesteros                                      |                                     |
| 1975      | Dale Hayes                          | Bandera de Sudáfrica                | 273 (-7)                            | 1 golpe                             | Tienie Britz Bernard Gallacher Gary Player                      |                                     |
| 1974      | Bob Charles (2)                     | Nueva Zelanda                       | 275 (-5)                            | 1 golpe                             | Tony Jacklin                                                    |                                     |
| 1973      | Hugh Baiocchi                       | Bandera de Sudáfrica                | 278 (-2)                            | 1 golpe                             | Jack Newton Eddie Polland                                       |                                     |
| 1972      | Graham Marsh                        | Australia                           | 270 (-10)                           | 1 golpe                             | Tony Jacklin                                                    |                                     |
| 1971      | Peter Townsend                      | Inglaterra                          | 270 (-10)                           | 1 golpe                             | Manuel Ballesteros Sota                                         |                                     |
| 1970      | Graham Marsh                        | Australia                           | 274                                 |                                     | Donald Swaelens Jean Garaïalde                                  |                                     |
| 1969      | Roberto Bernardini (2)              | Italia                              | 277                                 |                                     | Gerhard Koening                                                 |                                     |
| 1968      | Roberto Bernardini                  | Italia                              | 272                                 | Playoff                             | Allan Henning Randall Vines                                     |                                     |
| 1967      | Randall Vines                       | Australia                           | 272                                 |                                     |                                                                 |                                     |
| 1966      | Alfonso Angelini (2)                | Italia                              | 271                                 |                                     |                                                                 |                                     |
| 1965      | Harold Henning (3)                  | Bandera de Sudáfrica                | 208                                 |                                     |                                                                 |                                     |
| 1964      | Harold Henning (2)                  | Bandera de Sudáfrica                | 276                                 |                                     |                                                                 |                                     |
| 1963      | Dai Rees (3)                        | Gales                               | 278                                 | Playoff                             |                                                                 |                                     |
| 1962      | Bob Charles                         | Nueva Zelanda                       | 272                                 | Playoff                             | Flory Van Donck John Jacobs                                     |                                     |
| 1961      | Kel Nagle                           | Australia                           | 268                                 |                                     | Dai Rees                                                        |                                     |
| 1960      | Harold Henning                      | Bandera de Sudáfrica                | 270                                 |                                     |                                                                 |                                     |
| 1959      | Dai Rees (2)                        | Gales                               | 274                                 | 1 golpe                             | Syd Scott                                                       |                                     |
| 1958      | Ken Bousfield                       | Inglaterra                          | 272                                 |                                     |                                                                 |                                     |
| 1957      | Alfonso Angelini                    | Italia                              | 270                                 |                                     |                                                                 |                                     |
| 1956      | Dai Rees                            | Gales                               | 278                                 |                                     |                                                                 |                                     |
| 1955      | Flory Van Donck (2)                 | Bélgica                             | 277                                 |                                     |                                                                 |                                     |
| 1954      | Bobby Locke                         | Bandera de Sudáfrica                | 276                                 |                                     |                                                                 |                                     |
| 1953      | Flory Van Donck                     | Bélgica                             | 267                                 |                                     |                                                                 |                                     |
| 1952      | Ugo Grappasonni                     | Italia                              | 267                                 |                                     |                                                                 |                                     |
| 1951      | Eric Brown                          | Escocia                             | 267                                 |                                     |                                                                 |                                     |
| 1950      | Aldo Casera                         | Italia                              | 276                                 |                                     | Eric Brown                                                      |                                     |
| 1949      | Marcel Dallemagne (3)               | Francia                             | 270                                 |                                     |                                                                 |                                     |
| 1948      | Ugo Grappasonni                     | Italia                              | 285                                 |                                     |                                                                 |                                     |
| 1940-1947 | No se disputó.                      | No se disputó.                      | No se disputó.                      | No se disputó.                      | No se disputó.                                                  |                                     |
| 1939      | Fifi Calavo                         | Francia                             | 273                                 |                                     | James Peterson                                                  |                                     |
| 1938      | Jean Saubaber                       | Francia                             |                                     |                                     |                                                                 |                                     |
| 1937      | Marcel Dallemagne (2)               | Francia                             |                                     |                                     |                                                                 |                                     |
| 1936      | Francis Francis (a)                 | Inglaterra                          |                                     |                                     |                                                                 |                                     |
| 1935      | Auguste Boyer (3)                   | Francia                             |                                     |                                     |                                                                 |                                     |
| 1934      | Auguste Boyer (2)                   | Francia                             |                                     |                                     |                                                                 |                                     |
| 1932-1933 | No se disputó.                      | No se disputó.                      | No se disputó.                      | No se disputó.                      | No se disputó.                                                  |                                     |
| 1931      | Marcel Dallemagne                   | Francia                             |                                     |                                     |                                                                 |                                     |
| 1930      | Auguste Boyer                       | Francia                             |                                     |                                     |                                                                 |                                     |
| 1929      | Alex Wilson                         | Inglaterra                          |                                     |                                     |                                                                 |                                     |
| 1927-1928 | No se disputó.                      | No se disputó.                      | No se disputó.                      | No se disputó.                      | No se disputó.                                                  |                                     |
| 1926      | Alec Ross (3)                       | Escocia                             |                                     |                                     |                                                                 |                                     |
| 1925      | Alec Ross (2)                       | Escocia                             |                                     |                                     |                                                                 |                                     |
| 1924      | Percy Boomer                        | Inglaterra                          |                                     |                                     |                                                                 |                                     |
| 1923      | Alec Ross                           | Escocia                             |                                     |                                     |                                                                 |                                     |